# 片桐貞信
片桐 貞信（かたぎり さだのぶ、享和2年5月30日（1802年6月29日） - 嘉永元年11月7日（1848年12月2日））は、大和国小泉藩の第8代藩主。
第7代藩主片桐貞彰の長男。正室は亀井矩賢の養女（亀井矩貞の娘）。子は片桐貞中（長男）、片桐貞照（次男）、娘（大村純煕正室）、娘（亀井茲福正室）、娘（片桐貞篤正室）、娘（織田信及正室）。通称は輔五郎。官位は従五位下、石見守。
文化12年（1815年）8月15日、将軍徳川家斉に御目見する。同年9月21日、父貞彰の隠居により、家督を相続する。同年12月16日、従五位下・石見守に叙任する。文政11年（1828年）3月15日、大番頭に就任する。文政13年（1830年）閏3月、病気を理由に大番頭を辞職する。遜斎と号して茶人となるが、才に恵まれ、石州流中興の祖と称された。天保12年（1841年）9月21日、家督を長男の貞中に譲って隠居し、嘉永元年（1848年）11月7日に47歳で死去した。